# 安德森鎮區 (愛荷華州米爾斯縣)
安德森鎮區（英語：Anderson Township）是位於美國愛荷華州米爾斯縣的一個行政鎮區。

## 地方資料
根據2010年美國人口普查的數據，安德森鎮區的面積為139.58平方千米，當中陸地面積為139.17平方千米，而水域面積為0.41平方千米。當地共有人口448人，而人口密度為每平方千米3.21人。